# Black Widow (pel·lícula de 2021)
Black Widow és una pel·lícula de superherois estatunidenca dirigida per Cate Shortland, l'any 2021. Està basada en el còmic del mateix nom de Marvel Comics. Està dirigida per Cate Shortland amb guió d'Eric Pearson de la història de Jac Schaeffer i Ned Benson. La protagonitzen Scarlett Johansson com a Natasha Romanoff / Black Widow juntament amb Florence Pugh, David Harbour, O-T Fagbenle, William Hurt, Ray Winstone i Rachel Weisz. Està ambientada després de Captain America: Civil War (2016) i Romanoff està a la fuga i es veu obligada a enfrontar-se al seu passat.
Lionsgate Films va començar a desenvolupar una pel·lícula de "Black Widow" a l'abril de 2004, amb David Hayter adjunt per escriure i dirigir. El projecte no va avançar i els drets cinematogràfics del personatge van tornar a Marvel Studios el juny del 2006. Johansson va ser elegida per a diverses pel·lícules de MCU començant per Iron Man 2 (2010), i va començar a discutir una pel·lícula en solitari amb Marvel. Els treballs van començar a finals de 2017, amb Shortland contractat el 2018. Jac Schaeffer i Ned Benson van contribuir al guió abans que Pearson fos contractat. El rodatge es va dur a terme de maig a octubre de 2019 a Noruega, Budapest, Marroc, Pinewood Studios a Anglaterra i a Atlanta, Macon, i Rome (Geòrgia).
Black Widow es va estrenar en diversos esdeveniments a tot el món el 29 de juny de 2021 i es va estrenar 9 de juliol simultàniament als cinemes i a través de Disney+ amb Premier Access. És la primera pel·lícula de la Fase 4 del Marvel Cinematic Universe, i es va retardar tres vegades des de la data d'estrena original de maig de 2020 a causa de la pandèmia de COVID-19. Black Widow va batre diversos rècords de taquilla de pandèmia i va recaptar més de 378 milions de dòlars a tot el món, convertint-se en la cinquena pel·lícula més taquillera de 2021. La pel·lícula va rebre crítiques generalment positives, amb elogis per les actuacions, en particular les de Johansson i Pugh, i les seqüències d'acció, tot i que els enemics van rebre crítiques negatives. El juliol de 2021, Johansson va presentar una demanda contra Disney per l'alliberament simultani, que es va resoldre dos mesos després en termes no revelats.

## Premissa
Seguint els esdeveniments de Captain America: Civil War (2016), Natasha Romanoff es troba sola i es veu obligada a enfrontar-se a una perillosa conspiració que té relació amb el seu passat. Perseguida per una força que no s'aturarà fins que la derroti, Romanoff ha d'abordar la seva història com a espia i les relacions trencades abans que esdevingués membre dels Venjadors.

## Repartiment

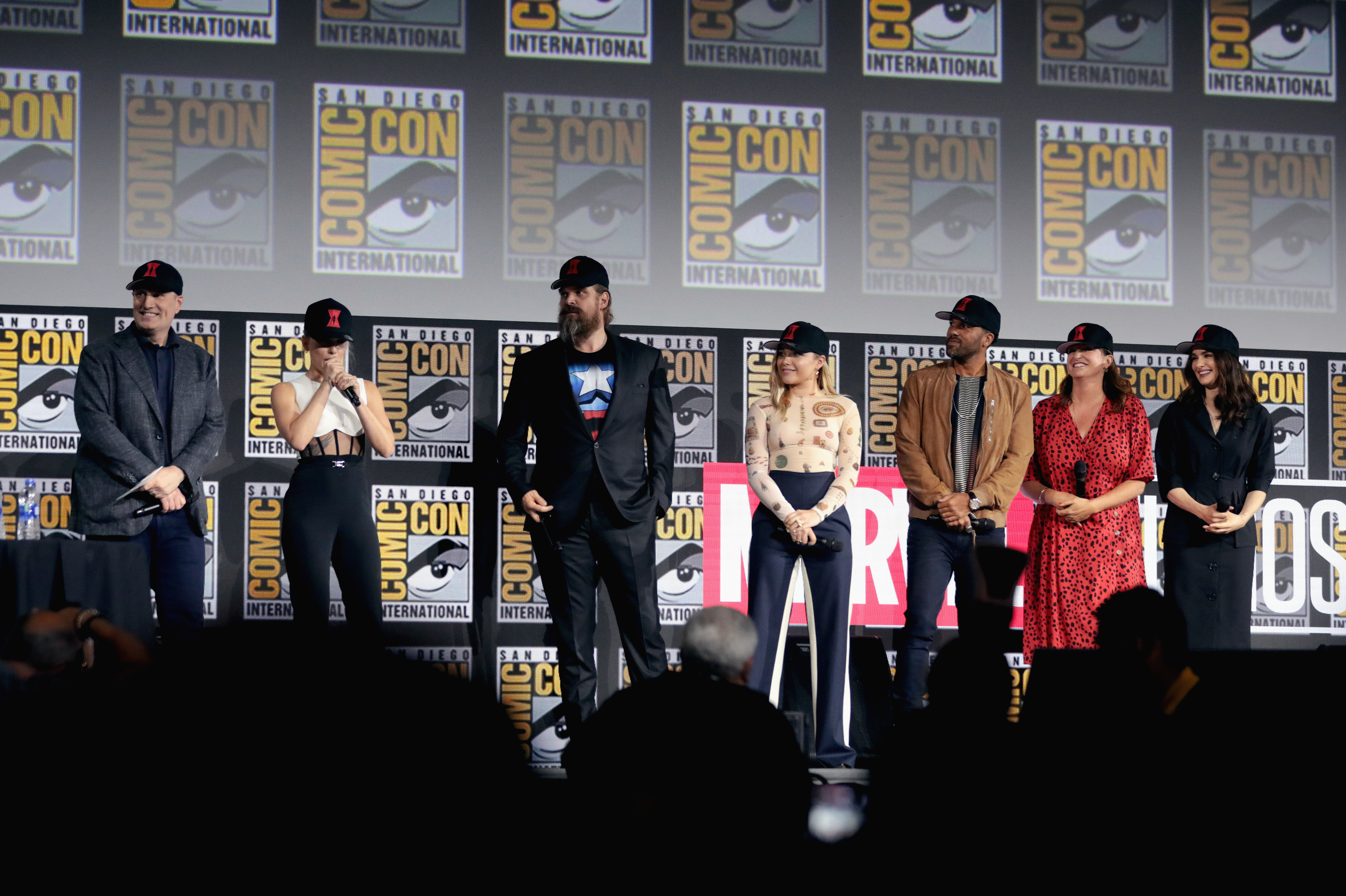
D'esquerra a dreta: From left: Feige, Johansson, Harbour, Pugh, Fagbenle, Shortland i Weisz a la Comic-con de San Diego.

- Scarlett Johansson com a Natasha Romanoff/Black Widow, membre dels Venjadors, ex-assassina del KGB i ex-agent de S.H.I.E.L.D..[4]
- Florence Pugh com a Yelena Belova/Black Widow, figura fraternal de Romanoff que va ser entrada a la Red Room (Cambra Vermella) com a Black Widow.[5][6][7]
- David Harbour com a Alexei Shostakov / Red Guardian (Guardià Vermell), el super-soldat rus, equivalent del Capità Amèrica, i figura paternal de Romanoff i Belova.[5][8]
- O-T Fagbenle com a Rick Mason, aliat del passat de Romanoff al S.H.I.E.L.D. que n'està enamorat.[5]
- William Hurt com a Thaddeus Ross, secretari d'Estat dels Estats Units i ex-general de l'exèrcit dels Estats Units.[9]
- Ray Winstone com a Dreykov, cap de la Red Room.[10]
- Rachel Weisz com a Melina Vostokoff / Black Widow, espia veterana entrenada a la Red Room com a Black Widow i figura maternal de Romanoff i Belova que està involucrada en un experiment científic.[6][11][12][13]

A més, Olivier Richters hi participa en un paper inicialment desconegut que resulta ser Ursa Major (Osa Major). El personatge Taskmaster (Supervisor), que ha pres el control de la Red Room, apareix a la pel·lícula. El personatge estudia l'estil de lluita dels seus rivals per tal d'imitar-los i aprendre com fer-ho servir en contra d'ells.
Es va anunciar que Robert Downey Jr. tornava a repetir el seu papet de Tony Stark / Iron Man, però Shortland i Feige van decidir no incloure Stark o cap altre heroi a la pel·lícula, i es va considerar que l'escena no afegia res nou.
A l'escena postcrèdits, apareix Julia Louis-Dreyfus reprenent el seu paper com la comtessa Valentina Allegra de Fontaine que va iniciar a la sèrie de Disney+ The Falcon and the Winter Soldier en un cameo sense acreditar. Jeremy Renner repren el seu paper com Hawkeye un cameo no acreditat només de veu.

## Màrqueting
Amb l'anunci oficial de la pel·lícula al San Diego Comic-Con de 2019, la pel·lícula va ser promocionada per Kevin Feige, Cate Shortland i els membres de repartiment, que van mostrar imatges dels primers 30 dies de producció.

## Estrena
Estava previst que s'estrenés el 30 d'octubre de 2020 als cinemes catalans, però es va posposar primer al 7 de maig de 2021 i després es va anunciar la seva estrena mundial el 9 de juliol del mateix any.

### Litigi

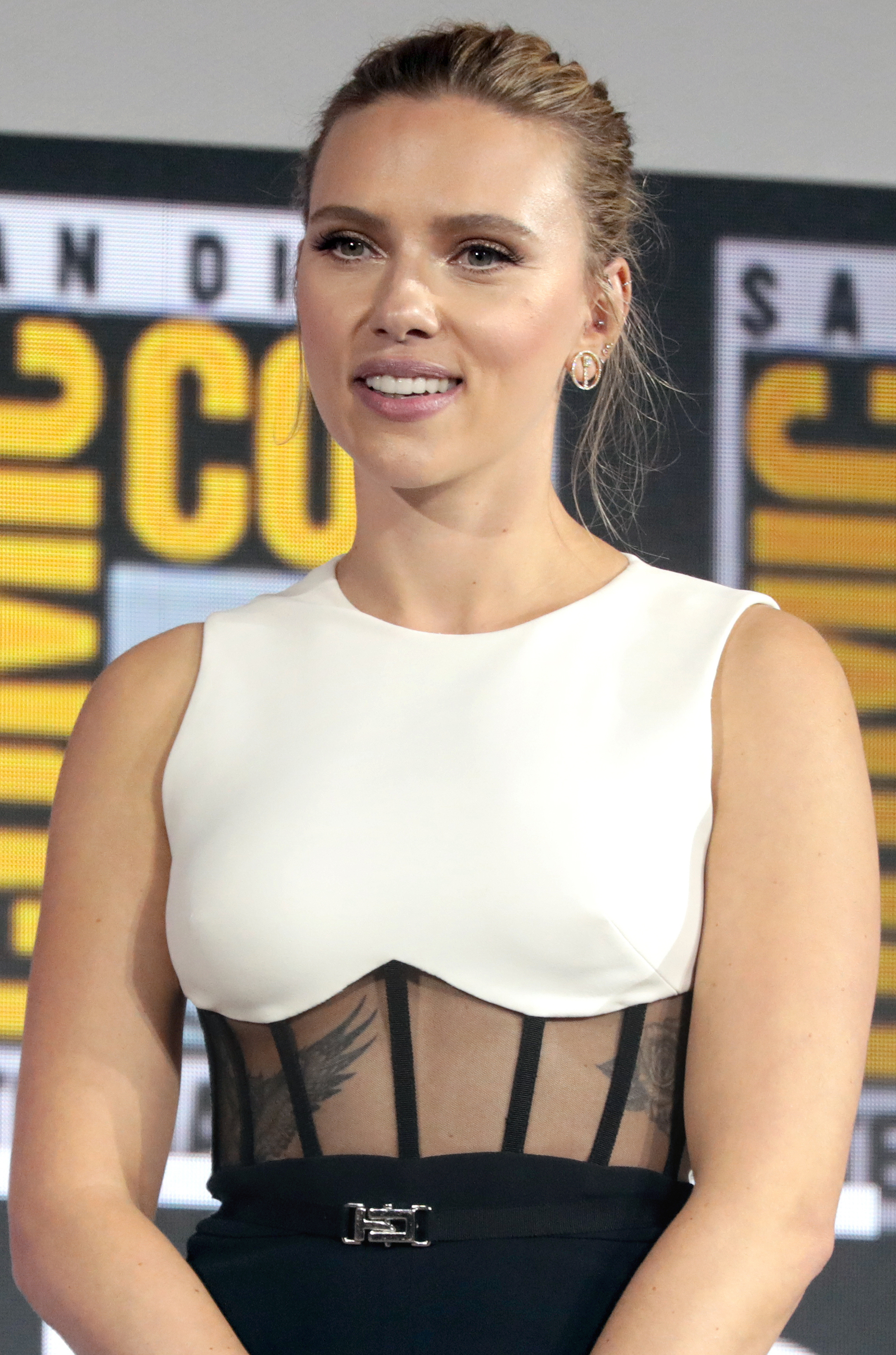
Scarlett Johansson a la Comic-con de San Diego de 2019

Al juliol de 2021, Johansson va presentar una demanda contra The Walt Disney Company al Tribunal Superior del Comtat de Los Angeles, al·legant que el llançament simultani de la pel·lícula amb Disney+ infringia una estipulació en el seu contracte de que la pel·lícula rebés un llançament teatral tradicional. La demanda establia que l'alliberament simultani eximia a Disney de pagar "bonificacions de taquilla molt grans" a les quals Johansson hauria tingut dret. Segons The Wall Street Journal, Johansson estava preocupat per la possibilitat que la pel·lícula s'estrenés a Disney+ des d'abans del llançament d'Avengers: Endgame. Chris Lee de Vulture va opinar que el fet de no tenir aparicions previstes en futurs projectes MCU va "animar» a Johansson a presentar la demanda. Disney va emetre un comunicat dient que la demanda «no tenia cap mèrit», anomenant-la una «desconsideració pels efectes globals horribles i perllongats de la pandèmia de COVID-19». A més, van afirmar que havien «complert plenament» el contracte de Johansson i que el llançament per Disney+ Premier Access de la pel·lícula havia «millorat significativament la capacitat de [Johansson] de guanyar una compensació addicional a més dels 20 milions de dòlars que havia rebut fins llavors».
Bryan Lourd, l'agent de Johansson i copresident de la Creative Artists Agency (CAA), va emetre un comunicat argumentant que Disney «va acusar sense vergonya i falsament a la Sra. Johansson de ser insensible a la pandèmia mundial del COVID» i va acusar la companyia de «deixar socis artístics i financers» fora dels seus beneficis en streaming, amb la CAA descrivint la divulgació de Disney dels ingressos de Johansson de 20 milions de dòlars com un intent per «armar el seu èxit com a artista i empresària». Les organitzacions de defensa Women in Film, ReFrame i Time's Up també van publicar un comunicat conjunt on es criticava la resposta de Disney, anomenant-lo «atac de gènere» i dient que «es mostren fermament en contra de la recent declaració de Disney que intenta caracteritzar Johansson com a insensible o egoista per defensar els seus drets comercials contractuals». TheWrap va informar que Johansson va quedar «sorpresa pel to» de la resposta de Disney, mentre que el president i l'exdirector general de Disney Bob Iger va ser «mortificat» per la demanda. Segons els informes, Feige estava «enfadat i avergonyit» per la manera en què Disney tractava la situació i volia que «Disney ho fes correctament» amb Johansson. El president de SAG-AFTRA Gabrielle Carteris també va criticar la resposta de Disney, opinant que la companyia «hauria de tenir vergonya d'ella mateixa per haver recorregut a tàctiques gastades, com ara la vergonya de gènere i l'assetjament». No obstant això, l'advocat de Disney Daniel Petrocelli va descriure la demanda com a «campanya [de relacions públiques] altament orquestades per aconseguir un resultat que no es pot obtenir en una demanda».
A l'agost, Disney va presentar una moció per traslladar la demanda a l'arbitratge, citant que Black Widow va superar altres pel·lícules de MCU el cap de setmana d'obertura amb una «impressionant projecció per l'era pandèmica». L'advocat de Johansson, John Berlinski, va criticar aquest moviment com un intent de Disney per «amagar la seva mala conducta en un arbitratge confidencial», tot qualificant les seves respostes anteriors de «misògenes». La demanda es va resoldre dos mesos després en termes no revelats.